# Liste der Kulturdenkmale in Beilrode

Wappen von Beilrode

In der Liste der Kulturdenkmale in Beilrode sind die Kulturdenkmale der Gemeinde Beilrode verzeichnet, die bis März 2020 vom Landesamt für Denkmalpflege Sachsen erfasst wurden (ohne archäologische Kulturdenkmale). Die Anmerkungen sind zu beachten.
Diese Aufzählung ist eine Teilmenge der Liste der Kulturdenkmale im Landkreis Nordsachsen.

## Beilrode
| Bild                                    | Bezeichnung | Lage                                                | Datierung | Beschreibung | ID       |
| --------------------------------------- | --- | --------------------------------------------------- | --- | --- | -------- |
|                                         | Wegestein | (Flur 8, Flurstück 63) (Karte)                      | Ende 19. Jahrhundert | Verkehrsgeschichtlich von Bedeutung. Dreieckige Sandsteinstele, eingemeißelte Inschrift „Rehfeld, Falkenstruth“ und Richtungspfeile. | 09286369 |
| Direkt Bild zu diesem Denkmal hochladen | Forstgrenzstein | (Gemarkung Döbrichau, Flur 1, Flurstück 10) (Karte) | Um 1800 | Orts- und regionalgeschichtliche Bedeutung. Sandsteinstele, oben abgerundet, eingemeißelte Krone, aufgestellt zur Markierung des Staats- und Privatwaldes. | 09286373 |
| Weitere Bilder                          | Forstgrenzstein | (Flur 8, Flurstück 3) (Karte)                       | Um 1900 | Von ortsgeschichtlicher Bedeutung. Sandstein, pyramidaler Abschluss, keine Inschrift. | 09286376 |
| Weitere Bilder                          | Gedenkstein (Krügers Grab) | (Gemarkung Döbrichau, Flur 1, Flurstück 31) (Karte) | 1916 | Zur Erinnerung an den Wilderer Krüger, von ortsgeschichtlicher Bedeutung. Einfacher, kleiner Sandstein, oben abgerundet, Inschrift „Krüger + 1916 1. April“. Nach der Überlieferung wurde hier der Wilderer Krüger am 1. April 1916 durch den Oberlandjäger Bargenda erschossen. Elf Jahre später wurde Bargenda in 1500 m Entfernung selbst vom Wilderer Pätz aus Werdau erschossen. | 09286374 |
| Weitere Bilder                          | Wegestein | (Flur 8, Flurstück 90) (Karte)                      | Um 1900 | Verkehrsgeschichtliche Bedeutung. Sandsteinstele mit pyramidalem oberen Abschluss, eingemeißeltem Kreuz, Inschrift „Rehfeld, Arzberg“ und Richtungspfeilen. | 09286623 |
| Weitere Bilder                          | Wegestein | (Flur 8, Flurstück 53) (Karte)                      | Ende 19. Jahrhundert | Verkehrsgeschichtliche Bedeutung. Sandsteinstele mit pyramidalem Abschluss, Inschriften „Döbrichau“, „Triestewitz“, „Zschackau“ und „Rehfeld“. | 09286370 |
| Weitere Bilder                          | Gedenkstein | (Flur 6, Flurstück 80) (Karte)                      | 1927 | Zur Erinnerung an den erschossenen Oberlandjäger Bargenda, von ortsgeschichtlicher Bedeutung. Abgetreppter Granitsockel auf rechteckigem Grundriss, darüber Granitstein mit Bronze-Inschrift „Am 17.1.1927 fiel hier in treuer Pflichterfüllung der Oberlandjäger Paul Bargenda aus Zeckritz durch Verbrecherhand. [gemeint ist der Wilderer Ernst Pätz aus Werdau] Ehre seinem Andenken. Die Kameraden des Kreises Torgau.“ | 09286375 |
| Weitere Bilder                          | Wohnhaus in Ecklage | Bahnhofstraße 1 (Karte)                             | Ende 19. Jahrhundert | Ortsbildprägendes, städtisch anmutendes Gebäude mit Ladenzone und reicher Gliederung in markanter Lage, baugeschichtlich und städtebaulich von Bedeutung. Zweigeschossig, massiv, verputzt, winkelförmiger Grundriss, Putzgliederung (Eckquader, Faschen, im Obergeschoss gerade Fensterverdachung, Brüstungsfelder, Gesims), Walm- und Satteldach, originale Eingangstür mit Oberlicht wurde erneuert, im Erdgeschoss Laden, abgefaste Ecke mit Ladeneingang, Ecke durch genutete Ecklisenen gerahmt, stark profiliertes Traufgesims, Tordurchfahrt mit Holzbalkendecke, Rückfassade stark geglättet. | 09286611 |
| Weitere Bilder                          | Bahnhof Beilrode mit Empfangsgebäude, westlich anschließendem Güterschuppen, östlichem Toilettengebäude und Schuppen sowie nordwestliches Speichergebäude                 | Bahnhofstraße 4 (Karte)                             | Vor 1900 | Bahnhof an der Bahnstrecke Halle–Cottbus–Guben (Streckennummer 6345), Eisenbahnlinie1872 fertiggestellt, Empfangsgebäude im Rundbogenstil, eisenbahngeschichtlich und ortsgeschichtlich von Bedeutung. - Empfangsgebäude: zweigeschossige Klinkerfassade (rot), glasierte Klinkergliederung (Gesimsbänder) und Lisenen, Rundbogenfenster mit Überfangbögen, schön gestalteter Giebel mit gekuppelten Rundbogenfenstern, rundbogig überfangen und im Zwickel Rundfenster, Sägeschnitt-Traufgesims, darüber quadratische Ziegelsteinöffnungen diagonal aufgereiht, innen Flügeltür und originaler Fahrkartenschalter, zum Bahnsteig ein großer Vorbau und hölzernes Vordach - giebelseitig anschließend eingeschossige Anbauten: Güterschuppen mit Laderampe und Schauer, weiter Dachüberstand und Holztore - Toilettengebäude: eingeschossig mit Drempel, roter Ziegelstein, Satteldach (Pfettendach), Segmentbogeneingänge.(Toilettengebäude nicht mehr vorhanden) - parallel stehendes Schuppengebäude: zweigeschossiger roter Ziegelsteinbau, Segmentbogenfenster, Holzläden, Pultdach (Pfettendach). (Schuppengebäude nicht mehr vorhanden) - Speicher (hinter Bahnhofstraße 6): dreigeschossig mit Kellergeschoss und Drempel, Ziegelstein, Ecklisenen, Segmentbogenfenster mit Sohlbänken, zum Teil vergittert, alte Fenster, Zahnschnitt-Sohlbankgesims, Traufgesims aus Segmentbögen, traufseitig Segmentbogentor mit Schauer, Satteldach, Biberschwanzdeckung - giebelseitig anschließender Güterschuppen: eingeschossig mit Drempel, Fachwerk mit Ziegelstein-Ausfachung, Schauer, Rechteckfenster, Satteldach (Pfettendach) mit geschnitzten Sparrenköpfen, jetzige Nutzung: Baustoffe, Bauholz. | 09286613 |
|                                         | Wohnhaus (Gasthof „Zur Eisenbahn“) | Bahnhofstraße 13 (Karte)                            | Um 1880 | Heute Gasthaus gegenüber dem Bahnhof, ursprünglich Bauernhaus, Zeugnis der Wohn- und Wirtschaftsweise vergangener Zeiten, bildet Ensemble mit Bahnhof, baugeschichtlich und straßenbildprägend von Bedeutung. Zweigeschossig, massiv, verputzt, feine Putzgliederung (im Erdgeschoss genutete Quader, Geschoss- und Sohlbankgesims, profilierte Fenster- und Türfaschen), Satteldach (Betonziegel), traufseitig zwei Eingänge, originale Eingangstür mit Oberlicht, Rechteckfenster, im Obergeschoss zum Teil Winterfenster, profilierte Traufe. | 09286612 |
|                                         | Taubenhaus eines Vierseithofes | Ernst-Thälmann-Straße 11 (Karte)                    | Ende 19. Jahrhundert | Taubenhaus einer vollständig erhaltenen Hofanlage im Dorfkern Zeckritz, wirtschaftsgeschichtlich von Bedeutung. - Taubenhaus in der Hofmitte: zweigeschossig, massiv, verputzt (Ziegelstein), Klinkergliederung, Falzziegel, Satteldach mit Zwerchgiebel, Holztore, Halbrundfenster, Segmentbogenfenster mit Ziegelstein-Sturzbögen - Wohnhaus, Einfriedung, Seitengebäude, Ställe und Scheune keine Denkmäler | 09286610 |
| Weitere Bilder                          | Kreuzkirche mit Kirchhof und Einfriedung sowie Denkmal für die Gefallenen des Ersten Weltkrieges                                                                          | Ernst-Thälmann-Straße 58 (Karte)                    | 1908/1909, Wetterfahne und Kirchenfenster bezeichnet mit 1909                                                                           | Kirche. neugotischer zweischiffiger Backsteinbau, baugeschichtlich, künstlerisch und ortsgeschichtlich von Bedeutung. - Kirche: zweischiffige Backsteinkirche, Hauptschiff mit 3/8-Chorschluss, Segmentbogenfenster und Rundfenster, an der Südwestseite quadratischer Turm mit gekuppelten Spitzbogenfenstern im Glockengeschoss, darüber quadratisches Zifferblatt der Turmuhr, Spitzhelm konkav abgeknickt, Kugel und Wetterfahne, über dem Seitenschiff zwei quergestellte Zwerchhäuser (Satteldach) mit verputztem Blendgiebel (Backsteinmaßwerk), Westgiebel ebenfalls schöne Backstein-Blendgliederung, im Südosten Sakristeianbau auf quadratischem Grundriss mit Zeltdach, Biberschwanzdeckung, insgesamt spitzbogige Eingänge, im Innern ornamentale Wand-, Decken- und Emporenbemalung sowie Ausstattung von 1908/09, im Hauptschiff Holztonne mit Querbalken, Seitenschiff- und Westempore, Buntglasfenster (Anbetung der Hirten, Christus, Johannes der Täufer und Petrus, Christus als Pantokrator), Mensa mit spätgotischem, fast lebensgroßem Holzkruzifix (2. Hälfte 15. Jahrhundert) - Einfriedung: quadratische Ziegelsteinpfeiler mit spitzbogigem Sandstein-Aufsatz sowie Bruchsteinmauer, Eisenzaun, zum westlichen Eingangsportal der Kirche führende zweireihige Lindenallee (fünf Linden), gehört zu Nebenanlage Kirchhof - Kriegerdenkmal: rechteckiger Sockel (mehrfach abgetreppt), Inschrift „Sie gaben Alles, ihr Leben, ihr ..., für uns“, über dem Sockel Sandsteinstele ursprünglich mit Inschrifttafeln (entfernt), Relief (Eisernes Kreuz) | 09286620 |
| Weitere Bilder                          | Mord- und Sühnekreuz | Ernst-Thälmann-Straße 58 (vor) (Karte)              | Vor 1600 | Eindrucksvolles Zeugnis der Geschichte von ortshistorischer Bedeutung. Steinkreuz aus Sandstein, Seitenarme abgeschlagen, an Vorderseite eingeritzter Säbel. | 09286614 |
| Weitere Bilder                          | Heilandskirche und Kirchhof Beilrode (Sachgesamtheit) | Ernst-Thälmann-Straße 102 (Karte)                   | 17.–19. Jahrhundert | Sachgesamtheit Heilandskirche und Kirchhof Beilrode mit folgenden Einzeldenkmalen: Heilandskirche mit Ausstattung, 16 Grabmale, Denkmal für die Gefallenen des Ersten Weltkrieges, Kirchhofseinfriedung und Kirchhofstor (siehe Einzeldenkmale 09286619) sowie Kirchhof als Sachgesamtheitsteil; Kirche verputzter Bruchsteinbau mit Fachwerkturm im Westen, als ältester Bau des Ortes von historischer, künstlerischer und ortsgeschichtlicher Bedeutung | 09304850 |
| Weitere Bilder                          | Heilandskirche mit Ausstattung, 16 Grabmale, Denkmal für die Gefallenen des Ersten Weltkrieges, Kirchhofseinfriedung und Kirchhofstor (Einzeldenkmale zu ID-Nr. 09304850) | Ernst-Thälmann-Straße 102 (Karte)                   | 11./13. Jahrhundert, romanisch im Kern; 1251 Ersterwähnung; 1656–1670 Wiederaufbau; 1743, Kindergrabstein; bezeichnet mit 1411 (Glocke) | Einzeldenkmale der Sachgesamtheit Heilandskirche und Kirchhof Beilrode; verputzter Bruchsteinbau mit Fachwerkturm im Westen, im Kern wohl romanische Saalkirche, heutige Erscheinungsbild geprägt von Umbauten des 17. und 18. Jahrhunderts, Beispiel der Kirchenbaukunst vor allem dieser Zeit, innen teilweise modernisiert, ältester Bau des Ortes, von baugeschichtlicher, künstlerischer und besonderer ortsgeschichtlicher Bedeutung | 09286619 |
|                                         | Pfarrhaus, Seitengebäude und drei Toreinfahrtspfeiler | Ernst-Thälmann-Straße 104 (Karte)                   | Um 1800 (Seitengebäude); Mitte 19. Jahrhundert (Pfarrhaus)                                                                              | Bildet ortsbildprägendes Ensemble mit Kirche und Friedhof, baugeschichtlich und ortsgeschichtlich von Bedeutung. - Pfarrhaus: zweigeschossig, massiv, verputzt, Rechteckfenster (Kreuzstock), Faschen (genutet), profilierte Traufe, Satteldach, Biberschwanzdeckung, Fledermausgaupen, Eingangstür mit Oberlicht (denkmalgerecht erneuert) - Seitengebäude: eingeschossig, an der Friedhofseite Bruchsteinmauer, Ziegelsteingewände, alte Fenster, Satteldach, Biberschwanzdeckung, zum Friedhof drei markante Fledermausgaupen, hölzernes Traufbrett, Segmentbogenfenster vermauert, hofseitig zum Teil noch altes Fachwerk mit Lehmstroh-Ausfachung, traufseitig neun Holztore zum Teil mit Oberlicht, Fachwerk zum Teil auch mit Ziegelstein-Ausfachung, Holztraufe, hofseitig zwei Zwerchhäuser mit Satteldach, Seiten verbrettert, Biberschwanzdeckung (Ladeluken mit Holzläden) - Einfriedung: quadratische Sandstein-Torpfeiler mit Dreiecksgiebel | 09286616 |
|                                         | Wohnhaus eines ehemaligen Dreiseithofes | Ernst-Thälmann-Straße 114 (Karte)                   | Anfang 19. Jahrhundert | Obergeschoss Fachwerk, Zeugnis der ländlichen Wohn- und Wirtschaftsweise vergangener Zeiten, baugeschichtlich von Bedeutung. Zweigeschossig, Erdgeschoss massiv, verputzt, Obergeschoss traufseitig Fachwerk, verputzt, Krüppelwalmdach, Segmentbogen-Eingang mit Schlussstein, Holztraufe. | 09286617 |
| Weitere Bilder                          | Windmühle mit Mühlentechnik | Ernst-Thälmann-Straße 160 (Karte)                   | 1874 (Mühle); 1870 (Mahlgang); 1930 (Aspirateur und Filterschrank); 1935 (Plansichter)                                                  | Turmholländer, unverputzter Ziegelbau auf Natursteinsockel, Windkraft 1935 stillgelegt, vermutlich höchster Turmholländer Sachsens, baugeschichtlich, technikgeschichtlich und ortsbildprägend von Bedeutung. Turmholländer 1874 von Müllermeister Probsthain erbaut, auf kreisförmigem Grundriss, unverputzter Bau aus Beilroder Ziegel, stark salzbelastet, aber noch fest gefügt, in den letzten Kriegstagen durch Artilleriebeschuss beschädigt, äußerlich an den mit hellen Ziegeln ausgebesserten Stellen erkennbar. Die Mühle wurde 1935 vollständig auf Motorantrieb umgestellt, die Windkraftanlage in den darauffolgenden Jahren entfernt. Vorhandene Technik: Walzenstuhl der Firma Wetzig, Wittenberg; eine Quetsche (ca. 1930er Jahre); Mahlgang (ca. 1,50 m Durchmesser) mit Kegelradantrieb und Rüttelzeug; Schlauchfilter, Transmission, Trieur, Schälmaschine, Plansichter der Firma H. Hipkow und Co., Gassen N. L.; Behälter, Aspirateur, Fahrstuhl, Haube festgestellt, Rollen und Bahn des Rollenkranzes aber noch vorhanden. Haube soll demontiert und überarbeitet werden, Dachhaube zurzeit mit Dachpappe, es waren keine Flügel mehr vorhanden, jetzt aber erneuert (8/2002). | 09286919 |
| Weitere Bilder                          | Forsthaus und Scheune einer Försterei | Falkenstruth 6, 8 (Karte)                           | Um 1890 (Forsthaus); 1890 (Scheune) | Wohnhaus Klinkerbau mit übergiebeltem Mittelrisalit, Satteldach, Scheune Fachwerkbau, baugeschichtlich und ortsgeschichtlich von Bedeutung. - Forsthaus: eineinhalbgeschossiger, roter Ziegelsteinbau auf Bruchstein-Sockel, giebelseitig Segmentbogen-Eingang mit Treppenaufgang, originale Eingangstür mit Oberlicht, im Giebel gekuppeltes Rundbogenfenster, sonst Segmentbogenfenster, Satteldach, Falzziegel, hofseitig Kellereingang (Satteldach) mit Gewölbe, straßenseitig zweigeschossiger Mittelrisalit mit Zwerchhaus, Drillingsfenster (Rundbogenfenster) im Giebel, sonst Segmentbogenfenster, alte Fenster - Scheune: eingeschossig, Fachwerkbau, zum Teil Andreaskreuze mit Ziegelstein-Ausfachung, hofseitig großes Holztor, Satteldach, Biberschwanzdeckung, Pfettendach mit profilierten Sparrenköpfen (Stall kein Denkmal, verändert mit Garageneinbau) | 09286372 |
| Weitere Bilder                          | Mord- und Sühnekreuz | Graditzer Straße (Karte)                            | Vor 1600 | Ortsgeschichtlich von Bedeutung. Sandstein-Kreuz, 112 cm hoch, Querarm 95 cm lang, oberer Kopf 33 cm hoch, wird von der Längsseite durch eine rund 1,5 cm tiefe gerade Linie, die über den Arm reicht, geschieden, ohne Zeichen von Aufschrift. | 09286622 |

## Dautzschen
| Bild           | Bezeichnung | Lage                           | Datierung                                                                                    | Beschreibung | ID       |
| -------------- | --- | ------------------------------ | -------------------------------------------------------------------------------------------- | --- | -------- |
| Weitere Bilder | Gedenkstein | (Flur 2, Flurstück 14) (Karte) | 1881                                                                                         | Sandstein, in Form eines Kiefernstammes, aufgestellt auf einem mit Raseneisensteinen verkleideten Sockel, zuerst als Erinnerung für den Preußischen Oberlandforstmeister Otto von Hagen errichtet, später zum Denkmal für die Wiederaufforstung im Dautzscher Forstrevier nach Flächenbrand 1947 umgewidmet, regionalgeschichtlich und personengeschichtlich von Bedeutung | 09305714 |
| Weitere Bilder | Kirche mit Ausstattung, Kirchhof, zwei Grabmale, Denkmal für die Gefallenen des Ersten Weltkrieges und Handschwengelpumpe | Dorfstraße (Karte)             | 2. Hälfte 12. Jahrhundert (Kirche); um 1915 (Handschwengelpumpe); nach 1918 (Kriegerdenkmal) | Verputzter Bruchsteinbau mit Saal, Chor, Apsis und Westturm, baugeschichtlich und ortsgeschichtlich von Bedeutung. - Saalkirche aus Raseneisenstein, verputzt, Westturm in Saalbreite, Turmhaube barock, Inneres flach gedeckt - Kriegerdenkmal: Rochlitzer Porphyrtuff (?), Postamentform über zweistufigem Sockel, Stahlhelm und Eichenkranz als Bekrönung, an einer Seite des Postaments Darstellung eines Schwertes, Inschriftplatten (eine für die Opfer des Zweiten Weltkrieges) in schwarzem poliertem Stein - Grabmal für Amalie und August Bertram (gestorben 1902 bzw. 1894): Sandstein mit schwarzen Inschrifttafeln - Handschwengelpumpe: jugendstiliges Ornament | 08967098 |
| Weitere Bilder | Wohnhaus | Dorfstraße 7 (Karte)           | 1910                                                                                         | Zeittypischer Putzbau mit aufwändiger Klinkergliederung, baugeschichtlich von Bedeutung. Anderthalbgeschossig, Ziegelmauerwerk, verputzt, Satteldach, straßenseitig zweiachsiger Mittelrisalit mit gestuftem Giebel, Rosette und Medaillon mit Frauenkopf. | 08985700 |
| Weitere Bilder | Pfarrhaus | Dorfstraße 62 (Karte)          | 1. Hälfte 19. Jahrhundert                                                                    | Schlichter Putzbau mit flachem Mittelrisalit, ortsgeschichtlich von Bedeutung. Zweigeschossig, verputzt (Putz nicht original), Satteldach mit Fledermausgaupe, Türgewände und Sohlbänke in Sandstein, Straßenfront mit Mittelrisalit, im Mittelrisalit Hauseingang, gefelderte Haustür. | 08967096 |

## Döbrichau
| Bild                                    | Bezeichnung                                                                                | Lage                               | Datierung                                                                               | Beschreibung | ID       |
| --------------------------------------- | ------------------------------------------------------------------------------------------ | ---------------------------------- | --------------------------------------------------------------------------------------- | --- | -------- |
| Weitere Bilder                          | Wegestein                                                                                  | Kirchstraße 6 (vor) (Karte)        | Um 1900                                                                                 | Verkehrsgeschichtliche Bedeutung. Sandsteinstele mit oberem pyramidalen Abschluss, eingemeißelte Inschriften „Zwethau“, „Falkenstruth“ und Richtungspfeile. | 09285947 |
| Weitere Bilder                          | Kirche (mit Ausstattung), Kirchhof und Leichenhalle                                        | Neue Gartenstraße (Karte)          | Um 1690 (Kirche); bezeichnet mit 1697 (Taufe); 1. Hälfte 19. Jahrhundert (Leichenhalle) | Ortsbildprägende Fachwerkkirche, baugeschichtlich, kunstgeschichtlich und ortsgeschichtlich von Bedeutung. - Kirche mit Ausstattung einschließlich Vasa Sacra: Fachwerkbau, Saalkirche auf rechteckigem Grundriss mit 3/8-Schluss, Biberschwanzdeckung, Vorhalle an der Nordseite mit Satteldach, Segmentbogenfenster, kleine Sakristei an Südseite (Fachwerk mit Pultdach), massiver Westturm auf quadratischem Grundriss, oktogonales Obergeschoss, Haube (Schieferdeckung), innen flach gedeckt - Ausstattung aus Erbauungszeit, umlaufende Emporen, Altarbild (Kreuzigung) von Pilastern gerahmt, Dreiecksgiebel, sechseckiger Taufstein bezeichnet mit 1697 mit geflügelten Engelsköpfen, Inschriftgrabstein für Jacob Pauckisch von 1710 - Aufbahrungshäuschen kleiner rechteckiger massiver Bau mit spitzbogigen Fenstern und Walmdach | 09286306 |
| Weitere Bilder                          | Denkmal für die Gefallenen des Ersten Weltkrieges                                          | Neue Gartenstraße (Karte)          | Nach 1918                                                                               | Von ortsgeschichtlicher Bedeutung. Quadratischer abgetreppter Sockel, quadratische Porphyrstele mit pyramidalem Abschluss, Relief Eisernes Kreuz, Granit-Inschrifttafeln mit den Namen der Gefallenen des Ersten und Zweiten Weltkrieges. | 09286308 |
|                                         | Taubenhaus eines ehemaligen Dreiseithofes                                                  | Neue Gartenstraße 6 (Karte)        | Wetterfahne bezeichnet mit 1896                                                         | Bildprägendes Zeugnis der Wirtschaftsweise vergangener Zeiten. Zweieinhalbgeschossiger roter Klinkerbau auf rechteckigem Grundriss, Klinkergliederung (Zahnschnittgesims), Holztore, Satteldach, Wetterfahne bezeichnet mit „R. L. 1896“. | 09286366 |
| Weitere Bilder                          | Ehemaliges Pfarrhaus, Seitengebäude und Pfarrgarten                                        | Neue Gartenstraße 16 (Karte)       | Ende 18. Jahrhundert                                                                    | Pfarrhaus ortsbildprägender Fachwerkbau mit Krüppelwalmdach, baugeschichtlich, ortsgeschichtlich und landschaftsgestaltend von Bedeutung. - Pfarrhaus: eingeschossiger Fachwerkbau, steiles Krüppelwalmdach, Biberschwanzdeckung, Rechteckfenster mit Klotz, traufseitig Eingangstür mit Oberlicht, hölzerne Traufe, auch giebelseitig schönes Fachwerk - Stall: eingeschossiger, roter Klinkerbau, Segmentbogenfenster, Segmentbogen-Eingang, Holztür mit Oberlicht, Satteldach, alte Fenster | 09286307 |
|                                         | Schule                                                                                     | Neue Gartenstraße 18 (Karte)       | Bezeichnet mit 1901–1902                                                                | Eingeschossiger Klinkerbau mit Satteldach, baugeschichtlich und ortsgeschichtlich von Bedeutung. Ziegelsteinbau auf Bruchsteinsockel, Segmentbogenfenster mit Fensterläden, Segmentbogen-Eingang, originale Eingangstür mit Oberlicht, Traufgesims, Satteldach mit abgetrepptem Giebelreiter, große Schleppgaupe mit drei Rechteckfenstern, traufseitig Inschriftfeld „Evangelische Volksschule Döbrichau Erbaut 1901–1902“, giebelseitig große Segmentbogenfenster, originale Fenster. | 09286309 |
| Direkt Bild zu diesem Denkmal hochladen | Wohnhaus mit Stallanbau und Auszugshaus mit Stallanbau eines Dreiseithofes und Einfriedung | Neue Gartenstraße 24 (Karte)       | Anfang 19. Jahrhundert (Bauernhaus); um 1900 (Seitengebäude und Auszugshaus)            | Typisches Zeugnis der Wohn- und Wirtschaftsweise vergangener Zeiten, straßenbildprägende Giebel und Einfriedung. - Auszugshaus mit Stallanbau: eineinhalbgeschossig, Ziegelstein (zum Teil verputzt), Ziegelsteingliederung (Zahnschnittgesims), Segmentbogenfenster mit Faschen, Segmentbogeneingang, Satteldach, Falzziegel, Winterfenster, am Giebel abgetrepptes Traufgesims - Einfriedung: Ziegelsteinmauer mit quadratischen Pfeilern, Leutepforte mit Holztor, vor dem Wohnhaus Eisenzaun (Ziergitter) - Wohnhaus: zweigeschossig, Erdgeschoss massiv, Obergeschoss zum Teil Fachwerk, verputzt, Lehmwände, Küche unterkellert (Preußische Kappen), hohes Krüppelwalmdach, eineinhalbgeschossiger Stallanbau (Preußische Kappen), Satteldach, Falzziegel                                                                               | 09286368 |
| Weitere Bilder                          | Wegestein                                                                                  | Züllsdorfer Straße 2 (bei) (Karte) | Um 1900                                                                                 | Verkehrsgeschichtlich von Bedeutung. Sandsteinstele, mit pyramidalem Abschluss und Inschriften „Deutzschen“, „Züllsdorf“ sowie Richtungspfeilen. | 09285946 |

## Großtreben
| Bild                                    | Bezeichnung | Lage                                                       | Datierung                                              | Beschreibung | ID       |
| --------------------------------------- | --- | ---------------------------------------------------------- | ------------------------------------------------------ | --- | -------- |
| Weitere Bilder                          | Dorfkirche und Kirchhof Großtreben (Sachgesamtheit)                                                              | Hauptstraße (Karte)                                        | 18. Jahrhundert                                        | Sachgesamtheit Dorfkirche und Kirchhof Großtreben mit folgenden Einzeldenkmalen: Kirche (mit Ausstattung) und Denkmal für die Gefallenen des Ersten Weltkrieges (siehe Einzeldenkmale 09286316) zwei doppelreihige Lindenalleen auf dem Kirchhof (Gartendenkmal) sowie Kirchhof westliche Einfriedungsmauer als Sachgesamtheitsteile; Saalkirche über rechteckigem Grundriss mit Westturm und Strebepfeilern, baugeschichtlich und ortsgeschichtlich von Bedeutung | 09304851 |
| Weitere Bilder                          | Kirche mit Ausstattung und Denkmal für die Gefallenen des Ersten Weltkrieges (Einzeldenkmale zu ID-Nr. 09304851) | Hauptstraße (Karte)                                        | 1719 (Kirche); 1752 (Turm); nach 1918 (Kriegerdenkmal) | Saalkirche über rechteckigem Grundriss mit Westturm und Strebepfeilern, baugeschichtlich und ortsgeschichtlich von Bedeutung. - Kirche: Saalkirche über rechteckigem Grundriss mit Westturm und Strebepfeilern, Turm im Obergeschoss oktogonal, geschweifte Haube mit Laterne, Inneres flach gedeckt - Kriegerdenkmal: Stele über zweistufigem Sockel, gerundeter Abschluss, Inschriftplatten in schwarzem Stein (ursprünglich nur eine Platte, zweite Platte für Opfer des Zweiten Weltkrieges nachträglich) - zwei doppelreihige Lindenalleen auf dem Kirchhof (Gartendenkmal) - westliche Einfriedungsmauer                                           | 09286316 |
| Weitere Bilder                          | Wohnhaus mit Vorgarten und Einfriedung                                                                           | Hauptstraße 14 (Karte)                                     | Um 1910                                                | Massiver Bau mit Putzgliederung, baugeschichtlich von Bedeutung. Zweigeschossig, verputzt, Satteldach, Erdgeschoss mit Laden, Vorgarten mit schmiedeeisernem Zaun über Ziegelsockel, Toranlage mit Pfeilern in Ziegel und schmiedeeisernem Tor. | 09286319 |
| Direkt Bild zu diesem Denkmal hochladen | Haustür | Hauptstraße 31 (Karte)                                     | Um 1900                                                | Handwerklich-künstlerische Bedeutung. Zweiflügelig, aufwändiges Dekor in Neurenaissanceformen, halbrundes Oberlicht | 09286318 |
| Weitere Bilder                          | Gutsarbeiterhäuser                                                                                               | Hauptstraße 40, 41, 42, 43, 44, 45, 46, 47, 48, 49 (Karte) | Um 1900                                                | Eingeschossige, in Reihe stehende Ziegelbauten, ortsgeschichtlich und sozialgeschichtlich von Bedeutung. Mittel- und Seitenrisalite mit Krüppelwalmdächern, Pfettendach am Mittelrisalit mit weitem Überstand. | 09286314 |
|                                         | Herrenhaus des ehemaligen Rittergutes                                                                            | Hauptstraße 55 (Karte)                                     | 2. Hälfte 19. Jahrhundert                              | Putzbau mit hohem Walmdach, baugeschichtlich und ortsgeschichtlich von Bedeutung. Dreigeschossig, seitlicher Anbau, Hauseingang mittig, darüber Austritt. | 09286317 |
| Direkt Bild zu diesem Denkmal hochladen | Taubenhaus | Hauptstraße 83 (Karte)                                     | Um 1880                                                | Sozialgeschichtlich von Bedeutung. Oktogonaler Ziegelbau, reich gegliedert. | 09286312 |
| Weitere Bilder                          | Turmholländer (Holländermühle Großtreben)                                                                        | Mühlenstraße 13 (Karte)                                    | Um 1900                                                | Turmwindmühle, runder Ziegelbau, baugeschichtlich und ortsgeschichtlich von Bedeutung. Ehemals mit Drehkopf (?), Erdgeschoss durch Zahnschnittband abgesetzt, Wetterfahne bezeichnet mit „MM 1984“. | 08967099 |
| Weitere Bilder                          | Ziegeleiringofen                                                                                                 | Prettiner Straße 4 (Karte)                                 | 1861–1865                                              | Nach neuesten Recherchen von Thomas Linsener aus Torgau ist der Ringofen der älteste in Deutschland erhaltene der Hoffmannschen Bauart, entstanden kurz nach 1860, technikgeschichtlich von Bedeutung, Seltenheitswert. Kreisrunde Anlage, Durchmesser ca. 25 m, zwölf Brennabteilungen, Kammer ca. 2,0 m breit, ca. 2,20 m hoch, Holzüberdachung ca. 24 Meter Durchmesser, über dem Ringofen überdachte, verschalte hölzerne Beschickerbühne, breitviereckiger Schornstein in der Mitte mit einer Grundfläche von 3 m × 3 m, Höhe ca. 15 m, darüber hinausragender runder Teil wurde bereits abgetragen, in Wintermonaten gleichzeitig Trockenschuppen. | 09286311 |

## Kreischau
| Bild           | Bezeichnung | Lage                            | Datierung | Beschreibung | ID       |
| -------------- | --- | ------------------------------- | --- | --- | -------- |
| Weitere Bilder | Kirche mit Ausstattung, Kirchhof, Feierhalle, zwei Grabmale an der östlichen Kirchenwand und Kirchhofseinfriedung | Dorfplatz (Karte)               | 1574–1576 (Kirche); wohl 1574/76 (Kanzel); bezeichnet mit 1600 (Flügelaltar); 1600 (Taufe); um 1915 (Feierhalle) | Romanische Saalkirche, baugeschichtlich und ortsgeschichtlich von Bedeutung. Bruchsteinbau, verputzt, gerader Schluss, kleiner Dachreiter mit spitzem Helm, Inneres flach gedeckt. An der südlichen Kirchhofseinfriedung sechs Linden in Reihe, gehören zu Nebenanlage Kirchhof. | 09286325 |
| Weitere Bilder | Speichergebäude eines ehemaligen kurfürstlichen Kammergutes (Gestüts-Haferspeicher)                               | Dorfplatz (neben Nr. 4) (Karte) | Bezeichnet mit 1692                                                                                              | Baugeschichtlich und ortsgeschichtlich von Bedeutung. Dreigeschossiger Bau in Mischmauerwerk, ursprünglich verputzt, Lisenenrahmung, Satteldach, Einfahrt beidseits mit korbbogigen Toren, Sandsteingewände, Schlusssteine bezeichnet mit 1692 und „CIG4“ (verschlungen, wohl Initialen von Kurfürst Johann Georg IV., der den Speicher erbauen ließ). Fenstergewände in Sandstein, zum Teil profiliert. | 09286326 |
| Weitere Bilder | Denkmal für die Gefallenen des Ersten Weltkrieges                                                                 | Eulenauer Straße (Karte)        | Nach 1918 | Ortsgeschichtlich von Bedeutung, Findling mit Inschriftplatte, Eisernes Kreuz als Bekrönung | 09286327 |

## Last
| Bild           | Bezeichnung                                   | Lage                                                    | Datierung                  | Beschreibung | ID       |
| -------------- | --------------------------------------------- | ------------------------------------------------------- | -------------------------- | --- | -------- |
|                | Rittergut und Park Last (Sachgesamtheit)      | Last 1, 2, 7, 9, 10, 11, 12, 13, 22, 23, 24, 25 (Karte) | 19. Jahrhundert            | Sachgesamtheit Rittergut und Park Last, mit folgendem Einzeldenkmal: Herrenhaus (siehe Einzeldenkmal 09304689), der Gutspark (Gartendenkmal) sowie fünf Wirtschaftsgebäude und der Wirtschaftshof als Sachgesamtheitsteile; baugeschichtlich, ortsgeschichtlich, gartenkünstlerisch und städtebaulich von Bedeutung. - Wirtschaftsgebäude (keine Einzeldenkmale): teils verputzt, teils ziegelsichtig, vorwiegend Satteldächer, zwei Stallgebäude an den Längsseiten mit Eckquaderung in Sandstein, auch Tür- und Fenstergewände hier teils Sandstein, mindestens ein Stall mit Gewölbe auf Sandsteinpfeilern | 09286320 |
| Weitere Bilder | Herrenhaus (Einzeldenkmal zu ID-Nr. 09286320) | Last 10 (Karte)                                         | 3. Viertel 19. Jahrhundert | Einzeldenkmal der Sachgesamtheit Rittergut und Park Last; im Stil der Neogotik errichteter Putzbau, baugeschichtlich, künstlerisch, städtebaulich und ortsgeschichtlich von Bedeutung. Dreiteiliger Baukörper, Seitenteile zweigeschossig, Mittelteil zweieinhalbgeschossig, verputzt, aufwändige Putz- und Klinkergliederungen im Stil der Neugotik, Zinnenkränze als Traufbetonung, gartenseitig Mittelteil mit Spitzbogenöffnungen, gerahmt von Blendarkatur. | 09304689 |

## Neubleesern
| Bild           | Bezeichnung                                                   | Lage | Datierung                          | Beschreibung | ID       |
| -------------- | ------------------------------------------------------------- | --- | ---------------------------------- | --- | -------- |
| Weitere Bilder | Linden-Allee als Rest eines barocken Alleensystems (Triebweg) | (am südlichen Ortsausgang in südwestlicher Richtung zum ehemaligen Rittergut Mahla der Stadt Torgau verlaufend) (Karte) | Entwurf 1725, Ausführung 1866–1906 | Gartenkünstlerische und landschaftsgestalterische Bedeutung. 1725 Planung eines Alleensystems, das die fünf Gestüte Repitz, Graditz, Kreischau, Döhlen, Neubleesern und das Rittergut Mahla miteinander verbinden und in Sichtbeziehung zum Schloss Hartenfels in Torgau setzen sollte, 1866–1906 angelegt. Allee als ehemalige Verbindung zum Rittergut Mahla: wechselständig, Sommer-Linde (Tilia cordata), 532 m lang, Baum-Abstand innerhalb der Reihe ca. sechs Meter, siehe auch Gestüt Repitz in Torgau (Repitz 1) und Gestüt Graditz in Torgau (Dorfstraße 65). | 09229241 |

## Rosenfeld
| Bild           | Bezeichnung | Lage                               | Datierung                                                                     | Beschreibung | ID       |
| -------------- | --- | ---------------------------------- | ----------------------------------------------------------------------------- | --- | -------- |
| Weitere Bilder | Kirche mit Ausstattung, Kirchhof, Denkmal für die Gefallenen des Ersten Weltkrieges und drei Grabmale an der Kirche | Teichstraße (Karte)                | 1630 (Kirche und Altar); bezeichnet mit 1630 (Glocke und Kanzel); 1713 (Turm) | Kirche verputzter Bruchsteinbau mit eingezogenem, gerade geschlossenem Chor und Westturm, baugeschichtlich und ortsgeschichtlich von Bedeutung. - Kirche: an der Nordseite Patronatsloge, Westturm mit Lisenengliederung, geschweifte Haube, im Inneren Holzbalkendecke - Grabstein für Christiane Zeller: Stele in Sandstein, Felder skulptiert, Allegorie der Hoffnung, Emblem mit Kranz und Anker, Engelsköpfchen, Kränze, um 1860 - Grabstein für Johann Böttger an der Nordseite der Kirche: Sandstein, Rokokoornament, neben den Inschrifttafeln Figuren des Glaubens und der Hoffnung, darüber Jakobs Kampf mit dem Engel, Bekrönung mit Putten, 2. Hälfte 18. Jahrhundert - Grabmal für Fritz Joachim Moebes (gestorben 1915), Hauptmann und Bataillonskommandeur in Inf. Rgt. Nummer 163, Thorvaldsen-Christus in Kupfer über Steinsockel - Kriegerdenkmal: Sandstein, Stele über zweistufigem Sockel, geschmückt mit Eichenlaub und Blattgehängen, auf einer Seite Schwertdarstellung, Inschriftplatte mit Namen in schwarzem Stein, Eisernes Kreuz als Bekrönung | 08967095 |
|                | Taubenhaus | Teichstraße 4 (Karte)              | 1910                                                                          | Sozialgeschichtlich von Bedeutung. Rechteckiger Bau mit Satteldach, verputzt, Öffnungen meistenteils spitzbogig. | 08985798 |
| Weitere Bilder | Bockwindmühle | Teichstraße 21 (Karte)             | Bezeichnet mit 1836                                                           | Ruine, zurzeit eingelagert, technikgeschichtliche Bedeutung. Mehlbalken bezeichnet mit „Mstr: C.G. Otto BAUHETT MDCCCXXXVI“. | 08967097 |
| Weitere Bilder | Herrenhaus des ehemaligen Rittergutes                                                                               | Teichstraße 35 (Karte)             | Um 1800                                                                       | Spätbarocker Putzbau mit Mansarddach, baugeschichtlich und ortsgeschichtlich von Bedeutung. Eingeschossig, massiv, an der Straßenseite weit vorspringender Risalit mit Dreieckgiebel, rückseitig Verandaanbau, Gliederungselemente (Fensterrahmungen und Sohlbänke) teilweise in Sandstein. | 08985794 |
| Weitere Bilder | Transformatorenstation                                                                                              | Teichstraße 38 (gegenüber) (Karte) | Um 1920                                                                       | Typenbau, versorgungs- und technikgeschichtliche Bedeutung. Turmartig, Ziegelmauerwerk, Pyramidendach, Zahnschnittgesims. | 08985796 |

### Ehemaliges Denkmal (Rosenfeld)
| Bild                                    | Bezeichnung                           | Lage                   | Datierung | Beschreibung | ID       |
| --------------------------------------- | ------------------------------------- | ---------------------- | --------- | --- | -------- |
| Direkt Bild zu diesem Denkmal hochladen | Wohnhaus eines ehemaligen Bauernhofes | Teichstraße 44 (Karte) | Um 1800   | Baugeschichtliche Bedeutung, wichtig für das Ortsbild; zwischen 2015 und 2017 abgerissen. Zweigeschossig, Erdgeschoss massiv in Ziegel und Bruchstein, ursprünglich verputzt, Obergeschoss Fachwerk, einriegelig mit Lehmstaken, Frontgiebel massiv in Ziegel, im oberen Teil Fachwerk mit Ziegelausfachung, Krüppelwalmdach, im Inneren eine Reihe historischer Details. 2017 abgerissen. | 08985776 |

## Zwethau
| Bild                                    | Bezeichnung                                                                                           | Lage                                    | Datierung | Beschreibung | ID       |
| --------------------------------------- | --- | --------------------------------------- | --- | --- | -------- |
| Direkt Bild zu diesem Denkmal hochladen | Siel                                                                                                  | (Flur 4; Flurstücke 44, 46, 65) (Karte) | Bezeichnet mit 1850 | Wassertechnische Anlage zum Schutz vor Hochwasser und zur Entwässerung, dokumentiert den Stand der Technik zur Entstehungszeit, mit Seltenheitswert, technikgeschichtliche Bedeutung | 09306866 |
| Weitere Bilder                          | Denkmal für die Gefallenen des Ersten Weltkrieges                                                     | Friedensplatz (Karte)                   | Nach 1918 | Ortsgeschichtliche Bedeutung | 09286324 |
| Weitere Bilder                          | Kirche (mit Ausstattung), Kirchhof, frei stehender Glockenturm sowie elf Grabmale und eine Grabanlage | Herzberger Straße (Karte)               | 1. Hälfte 13. Jahrhundert (Kirche); 13. Jahrhundert (Glockenturm); 17. Jahrhundert (Grabsteine für die Kinder des Wolff Chris); 1. Hälfte 19. Jahrhundert (klassizistische Grabsteine); Mitte 19. Jahrhundert (klassizistischer Grabstein) | Saalkirche, verputzter Bruchsteinbau mit südlichem Anbau für Sakristei und Patronatsloge, baugeschichtlich und ortsgeschichtlich von Bedeutung | 09286321 |
| Weitere Bilder                          | Zwethauer Schule                                                                                      | Herzberger Straße 3 (Karte)             | Ende 19. Jahrhundert | Eingeschossiger Klinkerbau über Bruchsteinsockel mit Satteldach und Zwerchhaus, ortsgeschichtlich und sozialgeschichtlich von Bedeutung. Zur Straßenseite Eingang, darüber Dachhaus mit Dreieckgiebel, sparsame Gliederungen | 09286323 |
| Weitere Bilder                          | Ehemaliges Pfarrhaus                                                                                  | Herzberger Straße 5 (Karte)             | Um 1890 | Heute Wohnhaus, schlichter Putzbau mit Satteldach, ortsgeschichtlich von Bedeutung. Zweigeschossig, massiv, verputzt, sparsame Putzgliederungen. | 09286322 |
| Weitere Bilder                          | Rittergutspark Zwethau (Sachgesamtheit)                                                               | Parkstraße (Karte)                      | Vermutlich Mitte 19. Jahrhundert | Sachgesamtheit Rittergutspark Zwethau: Parkanlage eines ehemaligen Rittergutes; dendrologisch reichhaltiger Gehölzbestand, Teich, zwei Toranlagen, Treppen, Gartenrelief (Terrassen und Aussichtshügel) und Obstbaumwiese, ortsgeschichtliche, gartenkünstlerische, landschaftsprägende und wissenschaftliche Bedeutung. Landschaftspark mit zahlreichen dendrologischen Besonderheiten sowie mehreren mehrstämmigen Gehölzen (Bündelpflanzungen) und Solitären. Darin integriert ein auf den Standort des ehemaligen Herrenhauses bezogener Sondergarten im Reformstil mit drei Terrassen. In den Ecken jeweils zwei artgleiche Bäume. Mittlere Terrasse in der Art eines Boulingrin ausgebildet, unterste Ebene mit Teich in rechteckiger Grundform. | 09303270 |

## Tabellenlegende
- Bild: Bild des Kulturdenkmals, ggf. zusätzlich mit einem Link zu weiteren Fotos des Kulturdenkmals im Medienarchiv Wikimedia Commons. Wenn man auf das Kamerasymbol klickt, können Fotos zu Kulturdenkmalen aus dieser Liste hochgeladen werden:
- Bezeichnung: Denkmalgeschützte Objekte und ggf. Bauwerksname des Kulturdenkmals
- Lage: Straßenname und Hausnummer oder Flurstücknummer des Kulturdenkmals. Die Grundsortierung der Liste erfolgt nach dieser Adresse. Der Link (Karte) führt zu verschiedenen Kartendiensten mit der Position des Kulturdenkmals. Fehlt dieser Link, wurden die Koordinaten noch nicht eingetragen. Sind diese bekannt, können sie über ein Tool mit einer Kartenansicht einfach nachgetragen werden. In dieser Kartenansicht sind Kulturdenkmale ohne Koordinaten mit einem roten bzw. orangen Marker dargestellt und können durch Verschieben auf die richtige Position in der Karte mit Koordinaten versehen werden. Kulturdenkmale ohne Bild sind an einem blauen bzw. roten Marker erkennbar.
- Datierung: Baubeginn, Fertigstellung, Datum der Erstnennung oder grobe zeitliche Einordnung entsprechend des Eintrags in der sächsischen Denkmaldatenbank
- Beschreibung: Kurzcharakteristik des Kulturdenkmals entsprechend des Eintrags in der sächsischen Denkmaldatenbank, ggf. ergänzt durch die dort nur selten veröffentlichten Erfassungstexte oder zusätzliche Informationen
- ID: Vom Landesamt für Denkmalpflege Sachsen vergebene, das Kulturdenkmal eindeutig identifizierende Objekt-Nummer. Der Link führt zum PDF-Denkmaldokument des Landesamtes für Denkmalpflege Sachsen. Bei ehemaligen Kulturdenkmalen können die Objektnummern unbekannt sein und deshalb fehlen bzw. die Links von aus der Datenbank entfernten Objektnummern ins Leere führen. Ein ggf. vorhandenes Icon  führt zu den Angaben des Kulturdenkmals bei Wikidata.

## Ausführliche Denkmaltexte
1. ↑  Heilandskirche Beilrode:
  - romanische Saalkirche: Bruchstein, verputzt, quadratischer Westturm in Fachwerk (von 1667 und 1751), verbrettert, Welsche Haube, Kugelaufsatz (Schieferdeckung), Westfassade Segmentbogeneingang mit scharriertem Sandsteingewände und Schlussstein (von 1932), an der Ostfassade Rundbogenportal mit gekreuztem Stabwerk (16. Jahrhundert), links daneben Sandstein-Grabstein (um 1800) mit Pflanzenrelief und Engelskopf, Kirche insgesamt Satteldach, Biberschwanzdeckung, Rundbogenfenster, gerader Ostabschluss mit Korbbogenfenstern, Putz, Fenster, Eingangstür, Empore, Kanzel und Orgel erneuert, 2000 Dach- und Turmsanierung, innen flach gedeckt, schlichte Empore (dreiseitig), Kanzelaltar mit Korb auf eingestellten Säulen (von 1669/70), kelchförmiger Taufstein (17. Jahrhundert), kleine Glocke im Kirchturm von 1449, große Glocke von 1488, figürlicher Kindergrabstein (Mitte 18. Jahrhundert, innen), im napoleonischen Krieg diente die Kirche als Magazin für preußische und russische Truppen
  - auf dem Friedhof Grabsteine:
  - 1. südlich der Kirche vor dem Eingangstor zwei Sandstein-Grabsteine aus dem 19. Jahrhundert
    - klassizistische kleinere quadratische Sandsteinstele auf Sockel mit Dreiecksgiebel und Amphoraaufsatz
    - neogotische große, sehr hohe, dreistufige Sandsteinstele auf Sockel mit neogotischem Blendmaßwerk und Ecksäulen sowie Figurenrelief, Kreuz und Anker, an der äußeren Westfassade aufgestellt

  - 2. Inschriftgrabsteine (18. Jahrhundert) an der Außenwand:
    - ältester Grabstein von 1651, gut erhalten, an der Westfassade der Kirche, links
    - ebenfalls dort drei barocke Sandstein-Grabsteine mit Kartuschen, seitlichen Voluten und Engelrelief
    - an der Südseite der Kirche drei barocke Sandstein-Grabsteine (rechter von 1720) auf rustiziertem Sockel, volutenförmige Seiten, Engelsköpfen und Auge Gottes
    - an der Südwestseite zwei weitere barocke Sandstein-Grabsteine mit volutenförmigem Abschluss (Kelch- und Buchrelief) sowie ein Rokoko-Sandstein-Grabstein mit asymmetrischen Rocailleformen
    - an der Ostseite des Friedhofs (Traufseite des Pfarrhofes) drei barocke Sandstein-Grabsteine mit Kartuschen, Voluten, Engelköpfen und Spruchbändern, 18. Jahrhundert

  - Einfriedung: verputzte Bruchstein- und Ziegelstein-Mauer, zwei quadratische Ziegelstein-Torpfeiler mit Kugelaufsatz, Eisentor (Ziergitter)
  - Kriegerdenkmal für die Gefallenen des Ersten Weltkrieges südöstlich der Kirche vor Ernst-Thälmann-Straße 104: abgetreppter, roter Porphyrtuff-Sockel, quadratische Pfeiler mit rustizierten Eckquadern, Stirnseite Relief Eisernes Kreuz und die Namen der Gefallenen „Unseren gefallenen Helden“, Eisernes Kreuz, bekrönter Adler (Vollplastik), rückseitige Inschrift „Vergiß, mein Volk, die treuen Toten nicht!“, seitlich Eichenlaubrelief und Schwert, ergänzte Inschrifttafel „Zum Gedenken an die Toten und Opfer des 2. Weltkrieges“
2. ↑  Rittergutspark Zwethau:
Der Gutspark Zwethau gliedert sich in zwei Teile. Einen älteren landschaftlichen Teil im Norden und Westen der Parkfläche und einen jüngeren Reformgartenteil, der dem ehemaligen Standort des Herrenhauses südlich vorgelagert ist und sich in seinen Wegefluchten auf die Gebäudekanten des Herrenhauses bezog.
  - Bauliche Schutzgüter:
    - Gebäude: das ehemalige Herrenhaus ist 1945 abgebrannt
    - Erschließung:
      - Zugänge: Hauptzufahrt mit Toranlage mit zweiflügeligem schmiedeeisernem Ziergitter im Westen, Nebenzugang mit zwei Pfosten aus Sandstein mit Kugelaufsätzen im Westen, südlich der Hauptzufahrt
      - Wegesystem: 
        - im landschaftlichen Teil: geschwungenes Wegesystem (nach historischem Luftbild und Grabungsbefund im Jahr 2010 wiederhergestellt)
        - im Reformgartenteil: symmetrisches, rechtwinkliges Wegesystem mit Treppen (überwachsen, im Gelände jedoch noch erkennbar)

    - Wasserelemente: rechteckiger Teich im Südosten der Anlage (unterste Ebene des Reformgartenteils)

  - Vegetation:
    - Einzelbäume: 
      - im landschaftlichen Teil: zahlreiche dendrologische Besonderheiten: Sumpfzypresse (Taxodium distichum), Schwarznuss (Juglans nigra), Rotahorn (Acer rubrum), Zürgelbaum (Celtis australis), Rotblättriger Spitzahorn (Acer platanoides `Schwedleri`), Kaisereiche (Quercus dentata), Moltkelinde (Tilia x moltkei), Roßkastanie (Aesculus hippocastanum), Linde (Tilia spec.) als mehrstämmige Exemplare (Bündelpflanzung), Stieleiche (Quercus robur), Graupappel (Populus x canescens), Platane (Platanus x hispanica), Hainbuche (Carpinus betulus)
      - im Reformgartenteil: In den Ecken jeweils zwei artgleiche Bäume: Stieleiche (Quercus robur), Rotblättriger Spitzahorn (Acer platanoides `Schwedleri`), Trauerweide (Salix alba `Tristis`)

    - Sträucher: Perückenstrauch (Cotinus coggygria), Schneebeere (Symphoricarpos orbiculatus)
    - Geophyten: Nickender Milchstern (Ornithogalum nutans) in Gruppen

  - Sonstige Schutzgüter:
    - Bodenrelief: 
      - im landschaftlichen Teil: In der südwestlichen Ecke der Anlage befindet sich ein Aussichtshügel, an der südlichen Grenze der Anlage sind Reste einer Deichanlage zu finden.
      - im Reformgartenteil: Der Reformgartenteil gliedert sich in drei Ebenen, die von Norden nach Süden abfallen. Auf der oberen Ebene befinden sich zwei Stieleichen. Die mittlere Ebene ist als Boulingrin ausgebildet, hier stehen zwei Rotblättrige Spitzahorne. Die unterste Ebene wird von einer rechteckigen Wasserfläche bestimmt. In den Ecken stehen zwei Trauerweiden.

    - Blickbeziehung: Vom Standort des ehemaligen Herrenhauses über die Terrassen des Reformgartens in die Landschaft. Heute zum Teil verbaut. Vom Aussichtshügel im südwestlichen Parkteil in die Landschaft.

Denkmalwert: ortsgeschichtliche, gartenhistorische (Verbindung landschaftlicher Park mit Reformgarten), gartenkünstlerische, landschaftsprägende und wissenschaftliche Bedeutung